# 戰慄時空2：死鬥模式
《戰慄時空2：死鬥模式》（中国大陆又译作）是由維爾福公司開發的、只有多人模式的第一人称射击游戏。遊戲於2004年11月30日在Steam平臺發佈。《戰慄時空2：死鬥模式》使用了《戰慄時空2》的素材和遊戲引擎，加入了新地圖和新武器，並針對多人競技進行了優化。它與《戰慄時空》的多人模式類似，不過它是一款獨立產品，也不包含戰慄時空系列的遊戲劇情。此外，維爾福還公布了遊戲的部分原始碼。在許多早期的基於起源引擎的遊戲模組中，多人游戏部分就是以這些原始碼為基礎製作的。

## 遊戲系統

### 個人死亡競賽

《戰慄時空2：死鬥模式》中的重力槍

在遊戲中，玩家可以從特定的地點收集武器。一旦死亡，玩家會立刻在另外一个地點重生，生命值也會恢復到100點，但是之前得到的武器彈藥會消失。死亡競賽的目標非常簡單，只要殺掉其他人就能加分。不過，自殺或死於意外會扣分。所有競賽都在各自的伺服器上面執行，每个伺服器可能有不同的規則，例如有的伺服器會限制比賽時間或最高得分。

### 團隊死亡競賽
在團隊死亡競賽中，玩家會被分為两組，一組是联合军，另一組是反抗軍。這兩組玩家的外表與《戰慄時空2》中合成人與與反抗軍的外表相同。團隊死亡競賽的規則与個人競賽相似，但團隊模式的輸贏與整個團隊的成績有關。若伺服器開啟了「隊友火力」選項，那麼射殺隊友會扣分。

## 開發
在《戰慄時空2》發布之後，有評論家對遊戲沒有多人模式感到失望。然而僅僅過了兩週，維爾福就在Steam上面正式发布了《戰慄時空2：死鬥模式》。維爾福在發布Source SDK的同時發布遊戲，意在吸引開發者使用自家遊戲引擎製作遊戲模組。
在遊戲正式發布之後，維爾福仍然保持支援，例如推送新地圖、更新遊戲引擎等。橘盒不包含《戰慄時空2：死鬥模式》，但是在2010年9月維爾福把游戏引擎升級到了橙盒游戏所采用的版本。2008年1月10日，維爾福宣布擁有NVIDIA顯示卡的使用者可以免費下載《戰慄時空2：死鬥模式》、《传送门：仍然活着》、《戰慄時空2：消失的海岸線》和《Peggle Extreme》四款遊戲
2010年9月，維爾福在Steam上面發布了遊戲的OS X版本。兩年之後的2013年3月，維爾福又發布了Linux版本。

## 評價
《戰慄時空2：死鬥模式》在發布之後受到了一致好評。評論者讚揚了遊戲中的重力槍。GameSpot稱讚次世代引擎「利用物理學的方式令人印象深刻」，並且表揚了遊戲地圖的多樣性。IGN也對遊戲持類似的正面評價，而且高度讚揚了《戰慄時空2：死鬥模式》所產生的快節奏感。
在遊戲剛發布的時候，多個評論家指出卡頓可能會對遊戲產生負面影響。但是GameSpy認為隨着伺服器數量增加，問題會逐漸得到緩解。